# 味坂站
味坂站（日语：／ Ajisaka eki */?）是一個位於福岡縣小郡市赤川，屬於西日本鐵道天神大牟田線的鐵路車站。

## 相鄰車站
西日本鐵道
■天神大牟田線
■特急、■急行
通過
■普通
端間－味坂－宮之陣

## 外部連結
- 西日本鐵道 – 味坂車站（页面存档备份，存于）（日語）